# Paris–Tours 1946
Paris–Tours 1946 war die 40. Austragung von Paris–Tours, ein französisches Eintagesrennen im Straßenradsport. Es wurde am 12. Mai 1946 über eine Distanz von 251 km von der französischen Hauptstadt Paris nach Tours im Département Indre-et-Loire ausgetragen. Sieger wurde André Leducq aus Frankreich.

## Rennen
147 Radrennfahrer traten zum Rennen auf einem flachen Kurs an. Starker Regen prägte den Rennverlauf. Bereits auf dem Weg zum Start stürzten mehrere Fahrer und konnten das Rennen nicht beginnen, darunter der Franzose André Brulé. 40 Kilometer vor dem Ziel startete Maurice De Muer einen Ausreißversuch, nur vier Fahrer konnten ihm folgen. Albéric Schotte fuhr 20 Kilometer vor dem Ziel aus dieser Gruppe einen Vorstoß, sein Mannschaftskollege Roger Prevotal kontrollierte die Verfolgergruppe und verhinderte eine konsequente Verfolgung. 30 Fahrer beendeten das Rennen.

## Ergebnis
| Platz | Fahrer               | Team               | Zeit              |
| ----- | -------------------- | ------------------ | ----------------- |
| 1.    | Albéric Schotte      | Alcyon–Dunlop      | 6: 39: 19 Stunden |
| 2.    | Roger Prevotal       | Alcyon–Dunlop      | + 1:14 Min.       |
| 3.    | Maurice De Muer      | Peugeot–Dunlop     | + 1: 16 Min.      |
| 4.    | Frans Bonduel        | Dilecta            | + 4: 20 Min.      |
| 5.    | Jacques Geus         | Rochet             | gl. Zeit          |
| 6.    | Marcel Tiger         | Dilecta            | gl. Zeit          |
| 7.    | Maurice Desimpelaere | Alcyon–Dunlop      | gl. Zeit          |
| 8.    | André Denhez         | Garin              | gl. Zeit          |
| 9.    | Lucien Le Guevel     | Mercier–Hutchinson | gl. Zeit          |
| 10.   | Robert Van Eenaeme   | Metropole–Dunlop   | gl. Zeit          |